# Coldwell Banker
 (juin 2022).
L'article doit être relu — et modifié si nécessaire — par des contributeurs indépendants pour apporter un regard critique aux contributions effectuées en violation des conditions d'utilisation de Wikipédia, tant sur la forme (notamment concernant le style encyclopédique, la proportionnalité) que sur le fond (la neutralité de point de vue, la qualité et l'indépendance des sources).
Coldwell Banker est un réseau de franchise immobilière appartenant à Realogy. 
Créé en 1906 par Colbert Coldwell à San Francisco, le réseau compte aujourd'hui environ 92 000 consultants immobilier, pour 3 100 bureaux dans 49 pays[réf. nécessaire].

## Histoire
Après le tremblement de terre de San Francisco en 1906, qui détruit plus de 80 % de la ville, Albert Nion Tucker, Colbert Coldwell et John Conant Lynch fondent le 27 août 1906 Tucker, Lynch and Coldwell, une agence immobilière qui veut remettre l'intérêt du client au cœur de son activité. Benjamin Arthur Banker rejoint la société en 1913 comme consultant, et devient associé en 1914. La société est alors renommée Coldwell Banker.
En 1933, Coldwell Banker crée la marque Previews, spécialisée dans l'immobilier de luxe, et organise des projections de vidéos de villas dans des salons privés pour des clients privilégiés. 
En 1952, l'entreprise ouvre sa première agence en dehors de la Californie à Phoenix, Arizona. Dans les années 1970, le réseau s'étend par l'acquisition de sociétés à Atlanta, Chicago et Washington D.C. Le premier bureau international de Coldwell Banker ouvre en 1998 à Toronto au Canada. Le réseau s'implante en France en 2011. 
En 1981, Coldwell Banker est racheté par Sears, Roebuck et devient une composante de Sears Financial Network. En 1989, Sears vend la division Commerciale de Coldwell Banker à The Carlyle Group pour environ $300 millions, devenant CBRE. La division Immobilier résidentiel garde alors le nom de Coldwell Banker. Sears vend Coldwell Banker à Fremont Group en 1993 pour $230 millions. Le réseau sera ensuite revendu à HFS Inc. puis à Cendant en 1996. En 2006, le groupe Realogy rachète la marque. Realogy est le leader mondial des franchises immobilières et possède également Century 21, Era Immobilier et Corcoran. Realogy est cotée à la bourse de New York (NYSE).

## Coldwell Banker en France
Coldwell Banker s'implante en France en 2011 sous la marque Coldwell Banker France & Monaco. Présidé par Laurent Demeure, le réseau compte avec près de 50 agences, principalement à Paris et dans le sud de la France (PACA, Occitanie, Façade Atlantique) et près de 350 consultants. En 2021, Coldwell Banker France & Monaco démarre son expansion vers l’Europe et devient Coldwell Banker Europa Realty.